# Sark
Sark (francosko Sercq, sarško Sèr ali Cerq) je eden od Kanalskih otokov, ki ležijo na jugozahodu Rokavskega preliva pred obalo Normandije. Skupaj z bližnjim otočkom Brecqhou ima površino 5,44 km² in približno 500 prebivalcev.
Kot kraljevi fevd, odvisno ozemlje bailivika Guernsey, spada pod britansko krono, vendar ni del Združenega kraljestva. Tako ima svojo upravo, ki v veliki meri posnema normansko ureditev iz srednjega veka, z le nekaj modernejšimi spremembami, kot je splošna volilna pravica pri izbiri članov parlamenta (uvedeno leta 2008). Tudi sicer je življenje na otoku strogo regulirano in v mnogih pogledih staromodno. Med drugim so prepovedani avtomobili, edina dovoljena motorna vozila so traktorji za kmetovanje, preostanek prevoza pa opravljajo z ročnimi cizami in kolesi. Tudi letala so prepovedana. Poleg tega Sark nima javne razsvetljave in je uradno prepoznan kot skupnost temnega neba.
Večina prebivalcev se ukvarja s kmetijstvom in turizmom, pri čemer je prenočevanje tujcev omejeno, tako da večina obiskovalcev pride z barkami na enodnevne izlete.